# 주밍

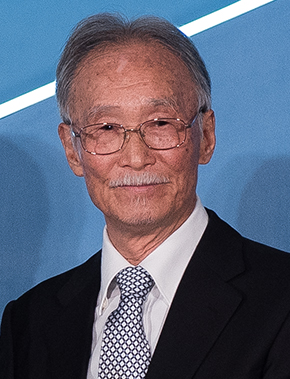
주밍 (2017년)

주밍(중국어: 朱銘, 1938년 1월 20일 ~ 2023년 4월 22일)은 타이완의 조각가이다. 1938년 11남매 중 막내로 태어났다. 15살 때 사당을 고치러 온 목수에게 맡겨져 조각공으로 일하면서 20살때 조각가로 본격적으로 활동하게 된다. 30살에 국립 타이완 사범대학 교수인 양잉펑(楊英風) 조각가를 찾아가서 현대조각을 배운 후 조각가로서 활동하였다. 주밍 미술관을 세우기도 하였다. 2023년 4월 22일, 85세에 자살로 생을 마감하였다.

## 같이 보기
- 주밍 미술관